# Lasse Karlsson (bandyspelare)
Lasse ”Kongo” Karlsson, född 18 september 1976, är en svensk bandyspelare. Hans moderklubb är Ale-Surte BK och Karlsson har haft en framgångsrik karriär som anfallare med nummer 66.
Karlsson spelade i Hammarby 2001/02, åter 2007 till 2009, samt igen 2011. Han spelade därefter i GAIS 2011-2012, följt av Gripen Trollhättan BK i Allsvenskan 2012-2013.
Han har även spelat i Katrineholm, Helenelund och Kungälvs SK.
Karlsson har även spelat fotboll i Bohus IF Div 5 Göteborg.